# Banksia lemanniana
Banksia lemanniana är en tvåhjärtbladig växtart som beskrevs av Meissn. Banksia lemanniana ingår i släktet Banksia och familjen Proteaceae. Inga underarter finns listade i Catalogue of Life.